# Commonwealth Games 2022/Turnen
Bei den Commonwealth Games 2022 in Birmingham, England, fanden vom 29. Juli bis 2. August 2022 im Gerätturnen 14 Wettbewerbe statt, davon acht für Männer und sechs für Frauen. Austragungsort war die Arena Birmingham.
Englands Sportler konnten die Wettbewerbe dominieren, in dem sie zehn Goldmedaillen gewannen. Von den verbliebenen Goldmedaillen konnte Australien drei und Zypern eine gewinnen.

## Wettbewerbe und Zeitplan
| Q | Qualifikation | F | Finale |

| Datum → Wettbewerb ↓        | Fr. 29. | Sa. 30. | So. 31. | Mo. 1. | Di. 2. |
| --------------------------- | ------- | ------- | ------- | ------ | ------ |
| Männer Mannschaftsmehrkampf | F       |         |         |        |        |
| Männer Einzelmehrkampf      | Q       |         | F       |        |        |
| Männer Boden                | Q       |         |         | F      |        |
| Männer Pauschenpferd        | Q       |         |         | F      |        |
| Männer Ringe                | Q       |         |         | F      |        |
| Männer Sprung               | Q       |         |         |        | F      |
| Männer Barren               | Q       |         |         |        | F      |
| Männer Reck                 | Q       |         |         |        | F      |
| Frauen Mannschaftsmehrkampf |         | F       |         |        |        |
| Frauen Einzelmehrkampf      |         | Q       | F       |        |        |
| Frauen Sprung               |         | Q       |         | F      |        |
| Frauen Stufenbarren         |         | Q       |         | F      |        |
| Frauen Schwebebalken        |         | Q       |         |        | F      |
| Frauen Boden                |         | Q       |         |        | F      |

## Ergebnisse

### Männer

#### Mannschaftsmehrkampf
| Platz | Land | Sportler                                                                           |
| ----- | ---- | ---------------------------------------------------------------------------------- |
| 1     | ENG  | Joe Fraser James Hall Jake Jarman Giarnni Regini-Moran Courtney Tulloch            |
| 2     | CAN  | Félix Dolci Mathys Jalbert Chris Kaji Jayson Rampersand Kenji Tamane               |
| 3     | CYP  | Georgios Angonas Michalis Chari Ilias Georgiou Marios Georgiou Sokratis Pilakouris |

Datum: 29. Juli 2022

#### Einzelmehrkampf
| Platz | Land | Sportler        |
| ----- | ---- | --------------- |
| 1     | ENG  | Jake Jarman     |
| 2     | ENG  | James Hall      |
| 3     | CYP  | Marios Georgiou |

Datum: 31. Juli 2022

#### Barren
| Platz | Land | Sportler             |
| ----- | ---- | -------------------- |
| 1     | ENG  | Joe Fraser           |
| 2     | ENG  | Giarnni Regini-Moran |
| 3     | CYP  | Marios Georgiou      |

Datum: 2. August 2022

#### Boden
| Platz | Land | Sportler             |
| ----- | ---- | -------------------- |
| 1     | ENG  | Jake Jarman          |
| 2     | CAN  | Félix Dolci          |
| 3     | ENG  | Giarnni Regini-Moran |

Datum: 1. August 2022

#### Pauschenpferd
| Platz | Land | Sportler          |
| ----- | ---- | ----------------- |
| 1     | ENG  | Joe Fraser        |
| 2     | NIR  | Rhys Mc Clenaghan |
| 3     | CAN  | Jayson Rampersand |

Datum: 1. August 2022

#### Reck
| Platz | Land | Sportler        |
| ----- | ---- | --------------- |
| 1     | CYP  | Ilias Georgiou  |
| 2     | AUS  | Tyson Bull      |
| 3     | CYP  | Marios Georgiou |

Datum: 2. August 2022

#### Ringe
| Platz | Land | Sportler            |
| ----- | ---- | ------------------- |
| 1     | ENG  | Courtney Tulloch    |
| 2     | CYP  | Sokratis Pilakouris |
| 3     | ENG  | Chris Kaji          |

Datum: 1. August 2022

#### Sprung
| Platz | Land | Sportler             |
| ----- | ---- | -------------------- |
| 1     | ENG  | Jake Jarman          |
| 2     | ENG  | Giarnni Regini-Moran |
| 3     | AUS  | James Bacueti        |

Datum: 2. August 2022

### Frauen

#### Mannschaftsmehrkampf
| Platz | Land | Sportlerinnen                                                                   |
| ----- | ---- | ------------------------------------------------------------------------------- |
| 1     | ENG  | Ondine Achampong Georgia-Mae Fenton Claudia Fragapane Alice Kinsella Kelly Simm |
| 2     | AUS  | Romi Brown Georgia Godwin Kate McDonald Breanna Scott Emily Whitehead           |
| 3     | CAN  | Laurie Denommée Jenna Lalonde Cassie Lee Emma Spence Maya Zonneveld             |

Datum: 30. Juli 2022

#### Einzelmehrkampf
| Platz | Land | Sportlerin       |
| ----- | ---- | ---------------- |
| 1     | AUS  | Georgia Godwin   |
| 2     | ENG  | Ondine Achampong |
| 3     | CAN  | Emma Spence      |

Datum: 31. Juli 2022

#### Boden
| Platz | Land | Sportlerin       |
| ----- | ---- | ---------------- |
| 1     | ENG  | Alice Kinsella   |
| 2     | ENG  | Ondine Achampong |
| 3     | AUS  | Emily Whitehead  |

Datum: 2. August 2022

#### Schwebebalken
| Platz | Land | Sportlerin     |
| ----- | ---- | -------------- |
| 1     | AUS  | Kate McDonald  |
| 2     | AUS  | Georgia Godwin |
| 3     | CAN  | Emma Spence    |

Datum: 2. August 2022

#### Sprung
| Platz | Land | Sportlerin      |
| ----- | ---- | --------------- |
| 1     | AUS  | Georgia Godwin  |
| 2     | CAN  | Laurie Denommée |
| 3     | SCO  | Shannon Archer  |

Datum: 1. August 2022

#### Stufenbarren
| Platz | Land | Sportlerin         |
| ----- | ---- | ------------------ |
| 1     | ENG  | Georgia-Mae Fenton |
| 2     | AUS  | Georgia Godwin     |
| 3     | RSA  | Caitlin Rooskrantz |

Datum: 1. August 2022

## Medaillenspiegel
| Platz  | Land       | Gold | Silber | Bronze | Gesamt |
| ------ | ---------- | ---- | ------ | ------ | ------ |
| 1      | England    | 10   | 5      | 1      | 16     |
| 2      | Australien | 3    | 4      | 2      | 9      |
| 3      | Zypern     | 1    | 1      | 4      | 6      |
| 4      | Kanada     | —    | 3      | 5      | 8      |
| 5      | Nordirland | —    | 1      | —      | 1      |
| 6      | Schottland | —    | —      | 1      | 1      |
| 6      | Südafrika  | —    | —      | 1      | 1      |
| Gesamt | Gesamt     | 14   | 14     | 14     | 42     |